# Michelle Stafford

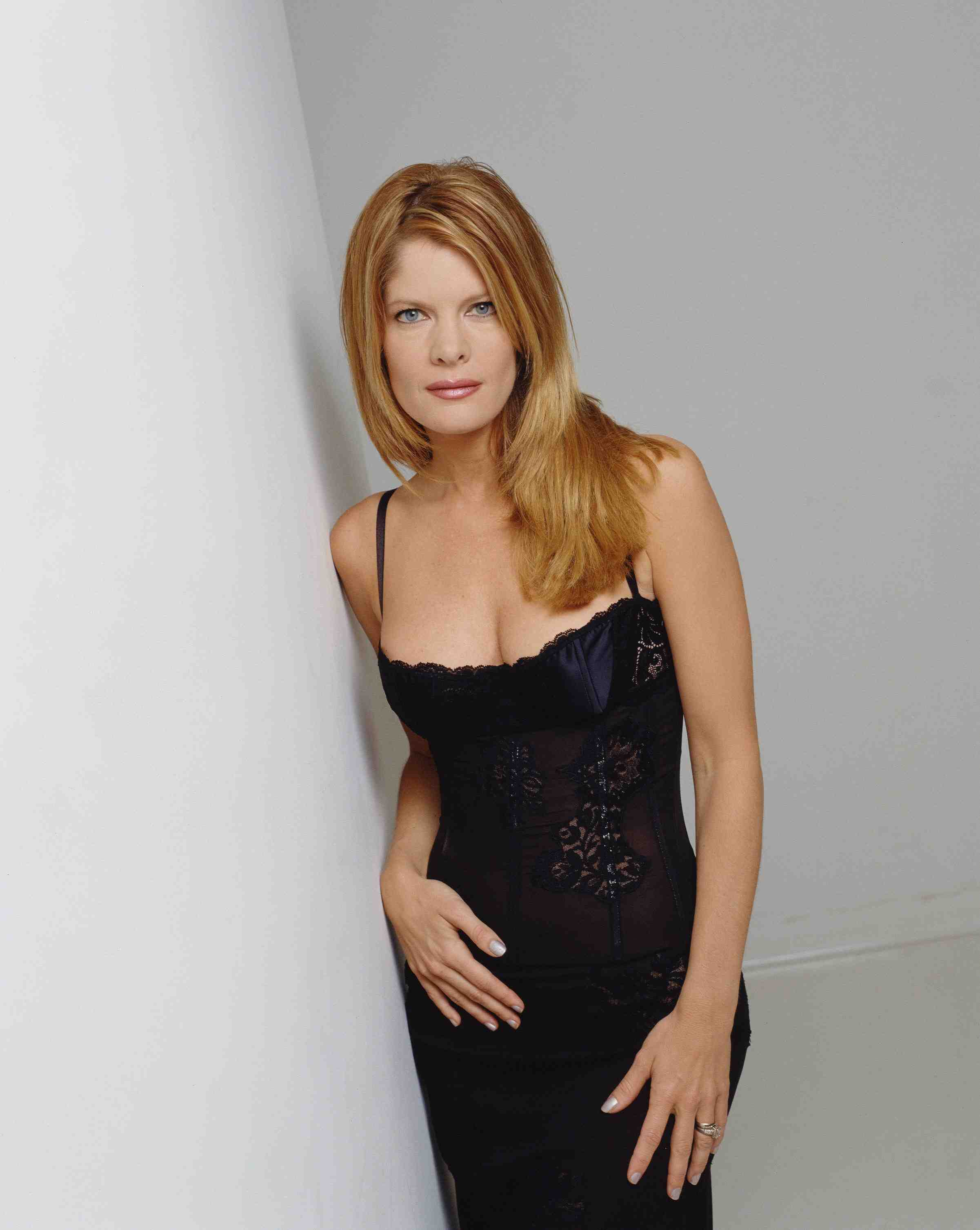
Michelle Stafford (2007)

Michelle Stafford (* 14. September 1965 in Chicago, Illinois) ist eine US-amerikanische Schauspielerin, die zweimal den Emmy gewann. Bekanntheit erreichte sie durch ihre Rolle als Phyllis Summers in der Seifenoper Schatten der Leidenschaft.
Sie ist ein Mitglied der Church of Scientology. Im Verlauf der letzten Jahre wurde bei ihr ein Gehirntumor diagnostiziert, der Gutartig war. Sie spricht Italienisch und lebte ein Jahr lang in Italien.

## Filmografie (Auswahl)
- 1990: Tribes (Fernsehserie)
- 1993: Die dunkle Macht der Leidenschaft (Body of Influence)
- 1994: Midnight Run – Abgerechnet wird um Mitternacht (Another Midnight Run, Fernsehfilm)
- 1994: Renegade – Gnadenlose Jagd (Renegade, Fernsehserie, eine Folge)
- 1994: Models Inc. (Fernsehserie, eine Folge)
- seit 1994: Schatten der Leidenschaft (The Young and the Restless, Fernsehserie)
- 1997: L.A. Affairs (Fernsehserie, 13 Folgen)
- 1998: Players (Fernsehserie, eine Folge)
- 1998: Ein Trio zum Anbeißen (Two Guys, a Girl and a Pizza Place, Fernsehserie, eine Folge)
- 1999: Doppelmord (Double Jeopardy)
- 1999: Diagnose: Mord (Diagnosis Murder, Fernsehserie, zwei Folgen)
- 1999: JAG – Im Auftrag der Ehre (JAG, Fernsehserie, eine Folge)
- 2000: V.I.P. – Die Bodyguards (V.I.P., Fernsehserie, eine Folge)
- 2000: Attraction – Spirale der Gewalt (Attraction)
- 2001: Frasier (Fernsehserie, eine Folge)
- 2002: Für alle Fälle Amy (Judging Amy, Fernsehserie, eine Folge)
- 2002: Lost (Kurzfilm)
- 2002: Silent Justice – Selbstjustiz (Cottonmouth)
- 2003: Vampires Anonymous
- 2005: Clubhouse (Fernsehserie, eine Folge)
- 2005: Charmed – Zauberhafte Hexen (Charmed, Fernsehserie, eine Folge)
- 2007: Like Mother, Like Daughter (Fernsehfilm)
- 2007: Totally Baked: A Pot-U-Mentary
- 2008: Cara (Kurzfilm)
- 2008: 3 Days Gone
- 2011: ACME Saturday Night (Fernsehserie, zwei Folgen)
- 2011: Ringer (Fernsehserie, eine Folge)
- 2012: The Celibate (Fernsehserie, eine Folge)
- 2013: The Grove (Fernsehfilm)
- 2013: Parker
- 2013: The Stafford Project (Fernsehserie, 10 Folgen)
- 2015: Die Jupiter Apokalypse – Flucht in die Zukunft (Earthfall) (Fernsehfilm)

## Awards und Nominierungen
- 2004: Daytime Emmys Winner, Outstanding Lead Actress
- 1997: Daytime Emmys Winner, Outstanding Supporting Actress
- 2003, 2004, 2005, 2007, 2008: Daytime Emmys Nomination, Outstanding Lead Actress
- 1996, 1997: Daytime Emmys Nomination, Outstanding Supporting Actress
- 2003, 2004, 2005, 2007, 2008: Daytime Emmys Pre-Nomination, Outstanding Lead Actress